# 的黎波里塔尼亚共和国
的黎波里塔尼亚共和国（羅馬化：al-Jumhuriyat at-Trabulsiya）是第一次世界大战后，的黎波里塔尼亚宣布脱离意属利比亚独立而成立的阿拉伯国家。

## 历史
的黎波里塔尼亚自16世纪以来一直是奥斯曼帝国属地，奥斯曼帝国先后在此设立贝勒贝伊里克和维拉耶。昔兰尼加也在的黎波里帕夏的管辖之下。在奥斯曼帝国属的突尼斯和埃及分别被法国和英国夺走后，的黎波里塔尼亚是奥斯曼帝国在北非的最后一个属地。1912年，意大利入侵的黎波里塔尼亚，击败当地奥斯曼军队后占领吞并了的黎波里塔尼亚。但意大利对利比亚的控制并不稳固，因为德国和奥斯曼帝国在一战中支持反殖民主義運動塞努西运动。塞努西教团领导的利比亚抵抗运动将意大利赶出利比亚除的黎波里、霍姆斯、班加西、德尔纳和拜达之外的大片利比亚领土。塞努西运动并非唯一的抵抗运动，许多部落和酋长也在抵抗意大利的统治。正是在这种混乱的局势下，的黎波里塔尼亚共和国宣布独立建国。
1918年秋，的黎波里塔尼亚共和国宣布成立，定都阿齐济耶，随后在1919年的巴黎和会上正式宣布独立。成立的黎波里塔尼亚共和国的这一想法始于苏莱曼·巴鲁尼、拉马丹·阿斯韦利、阿卜杜勒·纳比·贝尔和艾哈迈德·阿尔马里德四人在米苏拉塔市所举行的一次会议后。这也是利比亚历史上的首个共和国，虽说其成立没有得到任何大国的支持。1923年，的黎波里塔尼亚共和国灭国。意大利设法在1930年之前建立对利比亚的全面控制，意大利起初将的黎波里塔尼亚作为意属的黎波里塔尼亚管理，1927年6月26日至1934年12月3日其是一个独立的殖民地，1934年12月后被并入意属利比亚。